# Biskupi Wollongong
Lista biskupów diecezji Wollongong, powstałej w metropolii Sydney w 1951 r. 

## Biskupi ordynariusze
- Thomas Absolem McCabe (1951-1974)
- William Edward Murray (1975-1996)
- Philip Wilson (1996-2000)
- Peter Ingham (2001-2017)
- Brian Mascord (od 2017)